# Stig-André Berge
Pour les articles homonymes, voir Berge.
Stig-André Berge est un lutteur norvégien né le 20 juillet 1983 à Oslo. 
Il remporte la médaille d'argent dans la catégorie des moins de 60 kg aux Championnats d'Europe de lutte 2007 à Sofia et dans la catégorie des moins de 63 kg aux Championnats d'Europe de lutte 2018 à Kaspiisk.
Il est médaillé de bronze dans la catégorie des moins de 59 kg aux Jeux olympiques d'été de 2016 à Rio de Janeiro et aux Championnats du monde de lutte 2015 à Tachkent.